# Prvenstvo Hrvatske u ragbiju 2001./02.
Prvenstvo Hrvatske u ragbiju za 2001./02. je osvojila Makarska Rivijera. 

Sudjelovalo je šest klubova koji su igrali dvokružnu ligu, a potom su se četiri najbolja kluba plasirala u doigravanje.

## Sudionici
- Makarska rivijera, Makarska
- Sinj, Sinj
- Sisak, Sisak
- Nada, Split
- Mladost, Zagreb
- Zagreb, Zagreb

## Ljestvica i rezultati

### Doigravanje
| klub1                                         | klub2         | rezultati     |
| poluzavršnica                                 | poluzavršnica | poluzavršnica |
| --------------------------------------------- | ------------- | ------------- |
| Makarska rivijera                             | Sisak         | 58:0, 37:12   |
| Nada                                          | Zagreb        | 29:15, 39:3   |
|                                               |               |               |
| završnica                                     |               |               |
| Makarska rivijera                             | Nada          | 18:16, 10:8   |
|                                               |               |               |
| rezultat podebljan - domaća utakmica za klub1 |               |               |